# Forsythe Racing

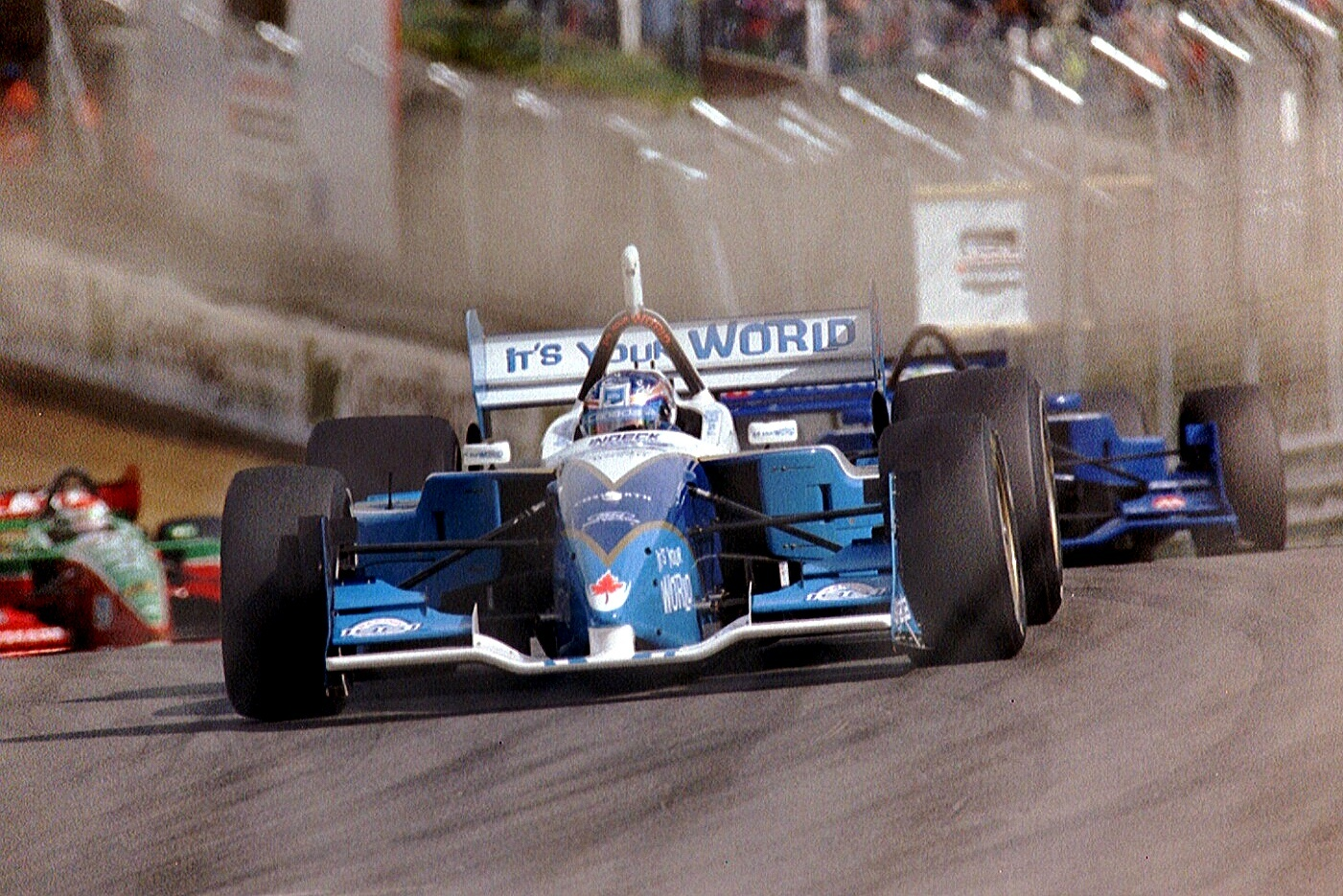
Paul Tracy nel 2003

La Forsythe Racing è stata una scuderia automobilistica statunitense, fondata da Gerald Forsythe. Nel suo palmarès è presente un titolo CART con Paul Tracy nel 2003.

## Storia
Un team fondato da Jerry Forsythe iniziò a correre in CART part-time nel 1982, con Héctor Rebaque e Danny Sullivan che guidarono per il team nella 500 Miglia di Indianapolis 1982,  chiudendo 13º e 14º rispettivamente. Più avanti quell'anno Rebaque ottenne la prima vittoria per la squadra, a Road America.  In quella stagione fece anche il suo debutto Al Unser Jr., chiudendo quinto a Riverside. Nel 1983 l'unico pilota fu il debuttante Teo Fabi, che ottenne la pole position a Indianapolis e vinse quattro gare, concludendo il campionato al secondo posto. Dopo la stagione 1985 Forsythe vendette la squadra per concentrarsi sullo sviluppo delle sue altre attività.
Nel 1994 la squadra tornò come Forsythe-Green Racing, con co-proprietario Barry Green, ma dall'anno successivo i due si divisero, con Green che continuò con il suo Team Green. Forsythe si affidò nuovamente a Teo Fabi per il 1995, anno in cui il team vinse il campionato Indy Lights con il canadese Greg Moore. Moore fece un test per il Team Penske alla fine del 1995, così Forsythe firmò rapidamente con lui per la stagione 1996. Moore guidò per Forsythe per cinque stagioni in totale: una in Indy Lights, dove vinse 10 gare su 12, e quattro nella CART, fino alla sua morte alla fine della stagione 1999. Nella CART ottenne cinque vittorie e il suo miglior piazzamento finale in classifica fu un quinto posto nel 1998, sempre con Forsythe Racing.
Dal 1998 il team cominciò a schierare due auto, con l'aggiunta di Patrick Carpentier in una squadra tutta canadese. Carpentier guidò per Forsythe fino al 2004, quando fu assunto da Cheever Racing, team della IndyCar, per il 2005. Patrick ottenne cinque vittorie con la squadra. Per il 2000 Forsythe scelse il debuttante Alex Tagliani. In tre stagioni ottenne tre pole position e cinque podi, ma non vinse nessuna gara, così venne sostituito da Paul Tracy per la stagione 2003. Tracy vinse 7 gare, portando a Forsythe il suo primo campionato CART. 
Paul Tracy chiuse quarto nel 2004 e nel 2005. Nel 2006 Mario Domínguez, che aveva sostituito Carpentier, fu licenziato a metà stagione e Forsythe scelse A. J. Allmendinger come sostituto. Allmendinger vinse le prime tre gare con la squadra, che furono anche le sue prime vittorie in Champ Car. Tuttavia, il pilota e la squadra non raggiunsero un accordo per il 2007 e Allmendinger decise di andare in NASCAR. Forsythe annunciò il ritorno di Dominguez, che venne poi sostituito da Oriol Servià. 
Per la stagione 2008, Jerry Forsythe e l'ex proprietario del team RuSPORT Dan Pettit annunciarono la fusione delle loro squadre, per dare vita al Forsythe/Pettit Racing. Tuttavia, l'unificazione tra Champ Car e IndyCar Series fece fallire il progetto. Forsythe Racing continuò a correre nella Formula Atlantic fino alla fine della stagione 2008 e la squadra schierò 3 Panoz DP01 nel Gran Premio di Long Beach 2008, valido per il campionato IndyCar.

## Piloti

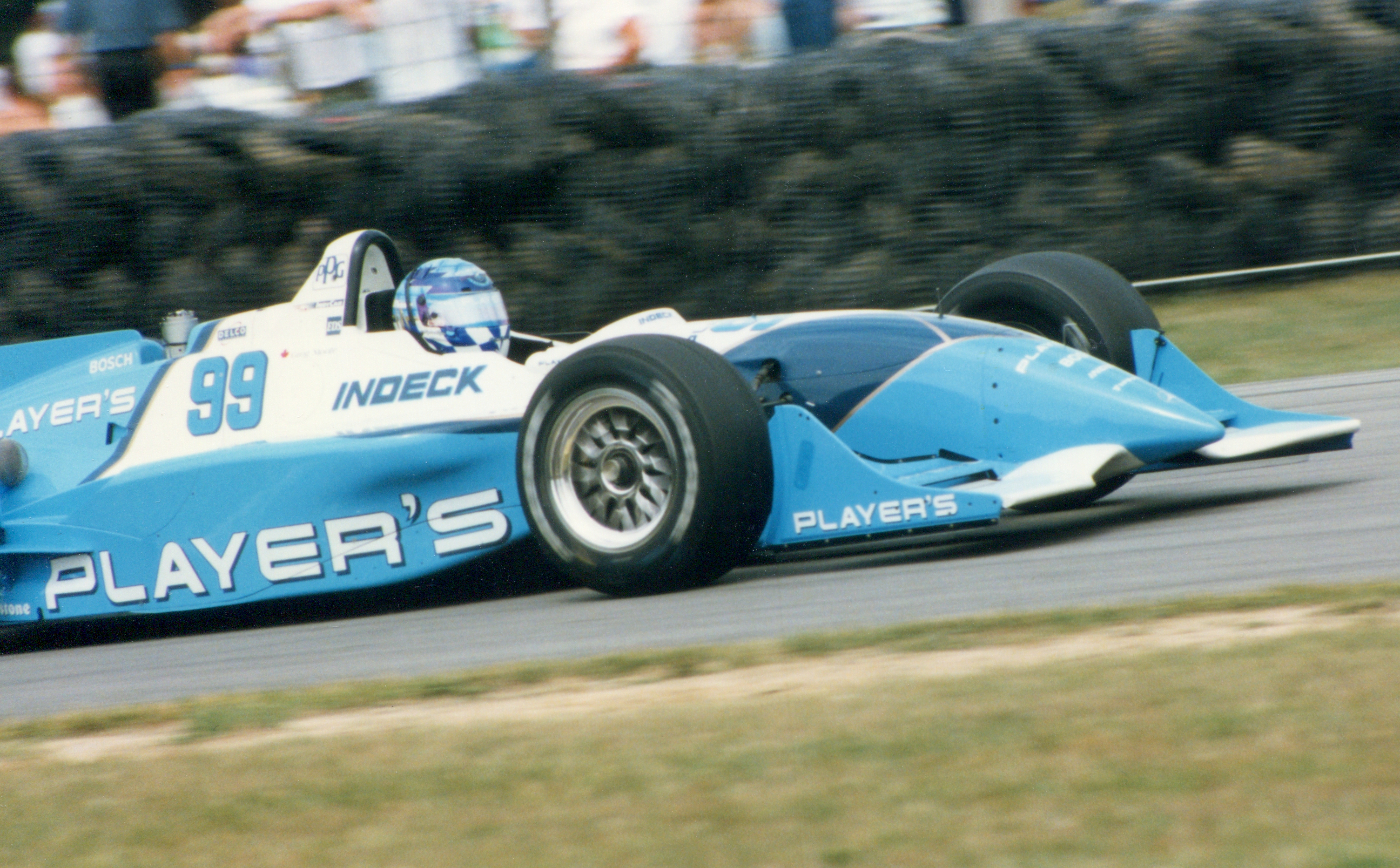
Greg Moore nel 1996

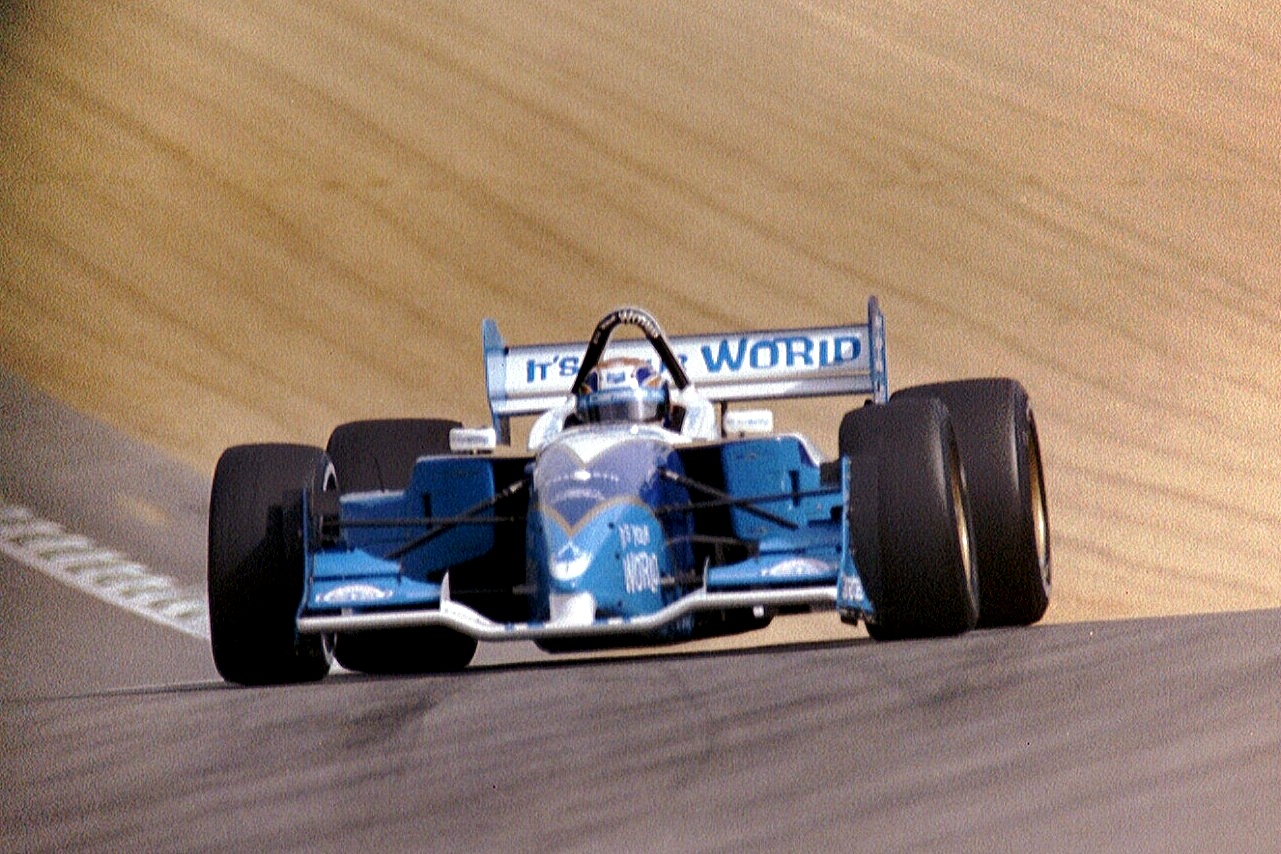
Patrick Carpentier nel 2003

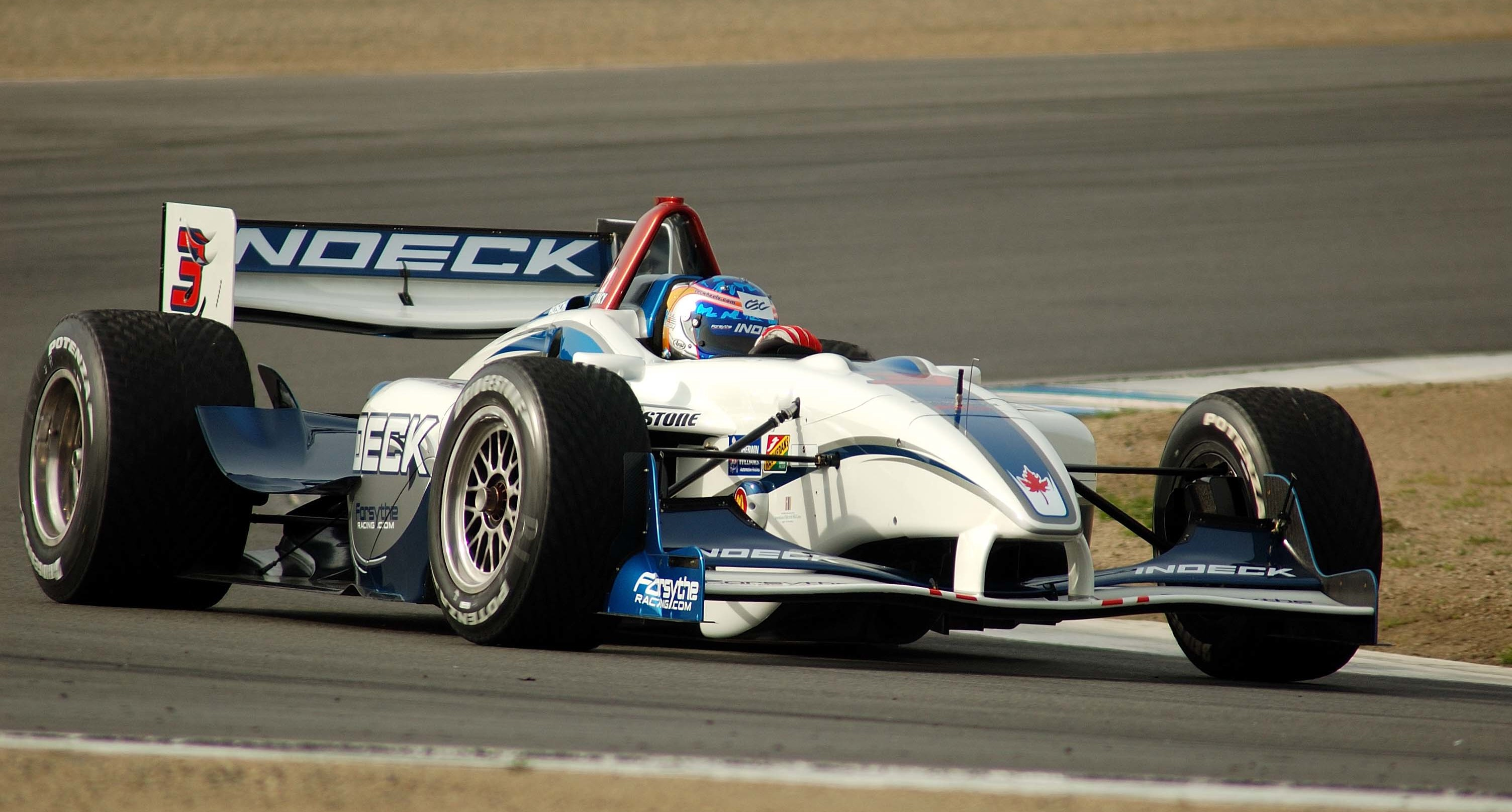
Paul Tracy nel 2007

- A. J. Allmendinger (2006)
- Patrick Carpentier (1998-2004)
- Kevin Cogan (1984)
- Mario Dominguez (2005-2007)
- Corrado Fabi (1984)
- Teo Fabi (1983-1984, 1995)
- Memo Gidley (2000)
- Bryan Herta (2000-2001)
- Howdy Holmes (1985)
- Tony Kanaan (1999)
- Rodolfo Lavin (2004)
- David Martínez (2006-2008)
- Franck Montagny (2008)
- Greg Moore (1996-1999)
- Jan Lammers (1985)
- John Paul Jr. (1985)
- Héctor Rebaque (1982)
- Buddy Rice (2006)
- Oriol Servià (2007)
- Danny Sullivan (1982)
- Alex Tagliani (2000-2002)
- Paul Tracy (2003-2008)
- Al Unser Jr. (1982)
- Jacques Villeneuve (1994)